# Jiedong

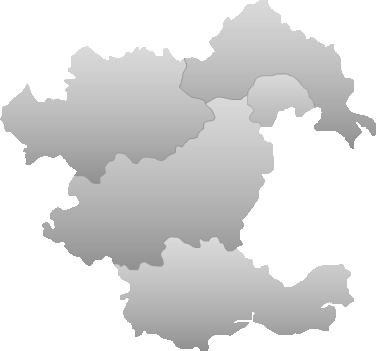
Lage des Kreises Jiedong im Gebiet der bezirksfreien Stadt Jieyang

Der Stadtbezirk Jiedong (chinesisch 揭东区, Pinyin Jiēdōng Qū) ist ein Stadtbezirk in der südchinesischen Provinz Guangdong. Er gehört zum Verwaltungsgebiet der bezirksfreien Stadt Jieyang. Jiedong hat eine Fläche von 533,8 km² und zählt 931.719 Einwohner (Stand: Zensus 2020). Sein Hauptort ist das Straßenviertel Quxi (曲溪街道).

## Administrative Gliederung
Auf Gemeindeebene setzt sich der Kreis aus einem Straßenviertel und vierzehn Großgemeinden zusammen. 